# Смрдибубе
Смрдибубе (Pentatomidae; од грчког pente - „пет” и tomos - „секција”) представља породицу инсеката из реда Hemiptera, и обухвата бубе у народу познате као смрдибубе или смрдљиви мартини.

## Таксономија
Постоји неколико потпородица, међу којима се Aphylinae обично сматрају засебном породицом, али их овдје категоришемо као потпородицу, пратећи примјер Grazia et al. (2008).

### Опис
Тијело је обично дугачко око једног и по центиметра, разноврсних боја, обично трапезоидно у свом облику, па их нпр. у енглеском језику често називају и штитасте бубе (енгл. shield bugs). Торзо ових буба се састоји од три одсјечка. Њихова покрилца нису у потпуности тврда као у нпр. кромпирове златице (тврда се називају лат. elytra), него је основни дио тврд, а затим према крајевима је мембранозан; оваква крила у инсеката се називају лат. hemelytra.
Смрдибуба своје име дугује непријатном мирису који долази од течности коју лучи из пора на леђима кад је узнемирена. Ова течност садржи алдехиде, што мирис чини сличним коријандеру. Неке врсте у овој течности имају цијаниде који дају мирис сличан трулом бадему. Све ово служи да се буба заштити од потенцијалних предатора и унапријед их одбије.
У Лаосу једу неке врсте, сматрајући да њихов јак мирис представља посебну драж. Могу се помијешати с другим зачинима и маринадом да би се спремио „чио”, паста која се једе са чилијем и другим зачинима.

## Пољопривреда
Многе бубе из ове породице представљају пољопривредну напаст, јер се могу размножити у великим бројевима и значајно оштетити усјеве, а притом су врло отпорне на пестициде. Представљају пријетњу по памук, кукуруз, сирак, соју, дрвеће, грмље, винове лозе, траве и многе домаће биљке. Међутим, неке врсте из породице Pentatomidae сматрају се врло корисним: нпр. харлекинска буба (лат. Murgantia histrionica), слична по облику осталим смрдибубама, али препознатљива по црно-црвеним или црно-жутим шарама по леђима, напада друге пољопривредне напасти, нпр. мексичку бубамару (лат. Epilachna varivestis) и јапанску бубу (лат. Popillia japonicaare)
Велики број смеђих смрдибуба (лат. Halyomorpha halys), поријеклом из Кине, Јапана и Тајвана, појавио се широм Европе и САД 2000-их година. С првим примјерком примијећеним у САД 1998. године, од 2010. године тамо представља сталну пољопривредну напаст. У 2014. години присутна је у 41 од 50 држава. У Србији, Босни и Херцеговини и широм Балкана ова врста је такође примијећена у великом броју у истом временском периоду и више пута помињана у медијима. Проблем с овом врстом је у томе што у Европи и САД нема природног непријатеља који би сузбијао њихов број, а изузетно је покретна и брзо се размножава и може преживјети зиму у топлоти кућа и зграда.

## Европске врсте
Европске врсте ове породице обухватају:
- Acrosternum arabicum Wagner, 1959
- Acrosternum heegeri Fieber, 1861
- Acrosternum malickyi Josifov & Heiss, 1989
- Acrosternum millierei (Mulsant & Rey, 1866)
- Acrosternum rubescens (Noualhier, 1893)
- Aelia acuminata (Linnaeus, 1758)
- Aelia albovittata Fieber, 1868
- Aelia angusta Stehlik, 1976
- Aelia cognata Fieber, 1868
- Aelia cribrosa Fieber, 1868
- Aelia furcula Fieber, 1868
- Aelia germari Kuster, 1852
- Aelia klugii Hahn, 1833
- Aelia notata Rey, 1887
- Aelia rostrata Boheman, 1852
- Aelia sibirica Reuter, 1884
- Aelia virgata (Herrich-Schäffer, 1841)
- Ancyrosoma leucogrammes (Gmelin, 1790)
- Andrallus spinidens (Fabricius, 1787)
- Antheminia absinthii (Wagner, 1952)
- Antheminia aliena (Reuter, 1891)
- Antheminia lunulata (Goeze, 1778)
- Antheminia pusio (Kolenati, 1846)
- Antheminia varicornis (Jakovlev, 1874)
- Apodiphus amygdali (Germar, 1817)
- Arma custos (Fabricius, 1794)
- Arma insperata Horvath, 1899
- Asaroticus solskyi Jakovlev, 1873
- Bagrada abeillei Puton, 1881
- Bagrada confusa Horvath, 1936
- Bagrada elegans Puton, 1873
- Bagrada funerea Horvath, 1901
- Bagrada hilaris (Burmeister, 1835)
- Bagrada stolida (Herrich-Schäffer, 1839)
- Bagrada turcica Horvath, 1936
- Brachynema cinctum (Fabricius, 1775)
- Brachynema germarii (Kolenati, 1846)
- Brachynema purpureomarginatum (Rambur, 1839)
- Capnoda batesoni Jakovlev, 1889
- Carpocoris coreanus Distant, 1899
- Carpocoris fuscispinus (Boheman, 1850)
- Carpocoris melanocerus (Mulsant & Rey, 1852)
- Carpocoris pudicus (Poda, 1761)
- Carpocoris purpureipennis (De Geer, 1773)
- Chlorochroa juniperina (Linnaeus, 1758)
- Chlorochroa pinicola (Mulsant & Rey, 1852)
- Chlorochroa reuteriana (Kirkaldy, 1909)
- Chroantha ornatula (Herrich-Schäffer, 1842)
- Codophila varia (Fabricius, 1787)
- Crypsinus angustatus (Baerensprung, 1859)
- Derula flavoguttata Mulsant & Rey, 1856
- Dolycoris baccarum (Linnaeus, 1758)
- Dolycoris numidicus Horvath, 1908
- Dryadocoris apicalis (Herrich-Schäffer, 1842)
- Dybowskyia reticulata (Dallas, 1851)
- Dyroderes umbraculatus (Fabricius, 1775)
- Eudolycoris alluaudi (Noualhier, 1893)
- Eurydema cyanea (Fieber, 1864)
- Eurydema dominulus (Scopoli, 1763)
- Eurydema eckerleini Josifov, 1961
- Eurydema fieberi Schummel, 1837
- Eurydema gebleri Kolenati, 1846
- Eurydema herbacea (Herrich-Schäffer, 1833)
- Eurydema lundbaldi Lindberg, 1960
- Eurydema maracandica Oshanin, 1871
- Eurydema nana Fuente, 1971
- Eurydema oleracea (Linnaeus, 1758)
- Eurydema ornata (Linnaeus, 1758)
- Eurydema rotundicollis (Dohrn, 1860)
- Eurydema rugulosa (Dohrn, 1860)
- Eurydema sea Pericart & De la Rosa 2004
- Eurydema spectabilis Horvath, 1882
- Eurydema ventralis Kolenati, 1846
- Eysarcoris aeneus (Scopoli, 1763)
- Eysarcoris ventralis (Westwood, 1837)
- Eysarcoris venustissimus (Schrank, 1776)
- Graphosoma interruptum White, 1839
- Graphosoma lineatum (Linnaeus, 1758)
- Graphosoma melanoxanthum Horvath, 1903
- Graphosoma semipunctatum (Fabricius, 1775)
- Halyomorpha halys (Stål, 1855)
- Holcogaster fibulata (Germar, 1831)
- Holcostethus albipes (Fabricius, 1781)
- Holcostethus evae Ribes, 1988
- Holcostethus sphacelatus (Fabricius, 1794)
- Jalla dumosa (Linnaeus, 1758)
- Leprosoma inconspicuum Baerensprung, 1859
- Leprosoma stali Douglas & Scott, 1868
- Leprosoma tuberculatum Jakovlev, 1874
- Macrorhaphis acuta Dallas, 1851
- Mecidea lindbergi Wagner, 1954
- Mecidea pallidissima Jensen-Haarup, 1922
- Menaccarus arenicola (Scholz, 1847)
- Menaccarus deserticola Jakovlev, 1900
- Menaccarus dohrnianus (Mulsant & Rey, 1866)
- Menaccarus turolensis Fuente, 1971
- Mustha spinosula (Lefèbvre, 1831)
- Neostrachia bisignata (Walker, 1867)
- Neottiglossa bifida (A. Costa, 1847)
- Neottiglossa flavomarginata (Lucas, 1849)
- Neottiglossa leporina (Herrich-Schäffer, 1830)
- Neottiglossa lineolata (Mulsant & Rey, 1852)
- Neottiglossa pusilla (Gmelin, 1790)
- Nezara viridula (Linnaeus, 1758)
- Palomena formosa Vidal, 1940
- Palomena prasina (Linnaeus, 1761)
- Palomena viridissima (Poda, 1761)
- Pentatoma rufipes (Linnaeus, 1758)
- Peribalus congenitus Putshkov, 1965
- Peribalus inclusus (Dohrn, 1860)
- Peribalus strictus (Fabricius, 1803)
- Perillus bioculatus (Fabricius, 1775)
- Picromerus bidens (Linnaeus, 1758)
- Picromerus brachypterus Ahmad & Onder, 1990
- Picromerus conformis (Herrich-Schäffer, 1841)
- Picromerus nigridens (Fabricius, 1803)
- Piezodorus lituratus (Fabricius, 1794)
- Piezodorus punctipes Puton, 1889
- Piezodorus teretipes (Stål, 1865)
- Pinthaeus sanguinipes (Fabricius, 1781)
- Podops annulicornis Jakovlev, 1877
- Podops calligerus Horvath, 1887
- Podops curvidens Costa, 1843
- Podops dilatatus Puton, 1873
- Podops inunctus (Fabricius, 1775)
- Podops rectidens Horvath, 1883
- Putonia torrida Stål, 1872
- Rhacognathus punctatus (Linnaeus, 1758)
- Rhaphigaster nebulosa (Poda, 1761)
- Rubiconia intermedia (Wolff, 1811)
- Schyzops aegyptiaca (Lefèbvre, 1831)
- Sciocoris angularis Puton, 1889
- Sciocoris angusticollis Puton, 1895
- Sciocoris conspurcatus Klug, 1845
- Sciocoris convexiusculus Puton, 1874
- Sciocoris cursitans (Fabricius, 1794)
- Sciocoris deltocephalus Fieber, 1861
- Sciocoris distinctus Fieber, 1851
- Sciocoris galiberti Ribaut, 1926
- Sciocoris helferi Fieber, 1851
- Sciocoris hoberlandti Wagner, 1954
- Sciocoris homalonotus Fieber, 1851
- Sciocoris luteolus Fieber, 1861
- Sciocoris macrocephalus Fieber, 1851
- Sciocoris maculatus Fieber, 1851
- Sciocoris microphthalmus Flor, 1860
- Sciocoris modestus Horvath, 1903
- Sciocoris ochraceus Fieber, 1861
- Sciocoris orientalis Linnavuori, 1960
- Sciocoris pallens Klug, 1845
- Sciocoris pentheri Wagner, 1953
- Sciocoris pictus Wagner, 1959
- Sciocoris sideritidis Wollaston, 1858
- Sciocoris sulcatus Fieber, 1851
- Sciocoris umbrinus (Wolff, 1804)
- Sciocoriscanariensis Lindberg, 1953
- Scotinophara sicula (A. Costa, 1841)
- Scotinophara subalpina (Bergroth, 1893)
- Stagonomus amoenus (Brullé, 1832)
- Stagonomus bipunctatus (Linnaeus, 1758)
- Stagonomus devius Seidenstucker, 1965
- Stagonomus grenieri (Signoret, 1865)
- Staria lunata (Hahn, 1835)
- Stenozygum coloratum (Klug, 1845)
- Sternodontus binodulus Jakovlev, 1893
- Sternodontus obtusus Mulsant & Rey, 1856
- Tarisa dimidiatipes Puton, 1874
- Tarisa elevata Reuter, 1901
- Tarisa flavescens Amyot & Serville, 1843
- Tarisa pallescens Jakovlev, 1871
- Tarisa salsolae Kerzhner, 1964
- Tarisa subspinosa (Germar, 1839)
- Tholagmus flavolineatus (Fabricius, 1798)
- Tholagmus strigatus (Herrich-Schäffer, 1835)
- Trochiscocoris hemipterus (Jakovlev, 1879)
- Trochiscocoris rotundatus Horvath, 1895
- Troilus luridus (Fabricius, 1775)
- Ventocoris achivus (Horvath, 1889)
- Ventocoris falcatus (Cyrillus, 1791)
- Ventocoris fischeri (Herrich-Schäffer, 1851)
- Ventocoris halophilum (Jakovlev, 1874)
- Ventocoris modestus (Jakovlev, 1880)
- Ventocoris philalyssum (Kiritshenko, 1916)
- Ventocoris ramburi (Horvath, 1908)
- Ventocoris rusticus (Fabricius, 1781)
- Ventocoris trigonus (Krynicki, 1871)
- Vilpianus galii (Wolff, 1802)
- Zicrona caerulea (Linnaeus, 1758)